# Stare Trzciano
Stare Trzciano – wieś w Polsce położona w województwie podlaskim, w powiecie sokólskim, w gminie Szudziałowo.

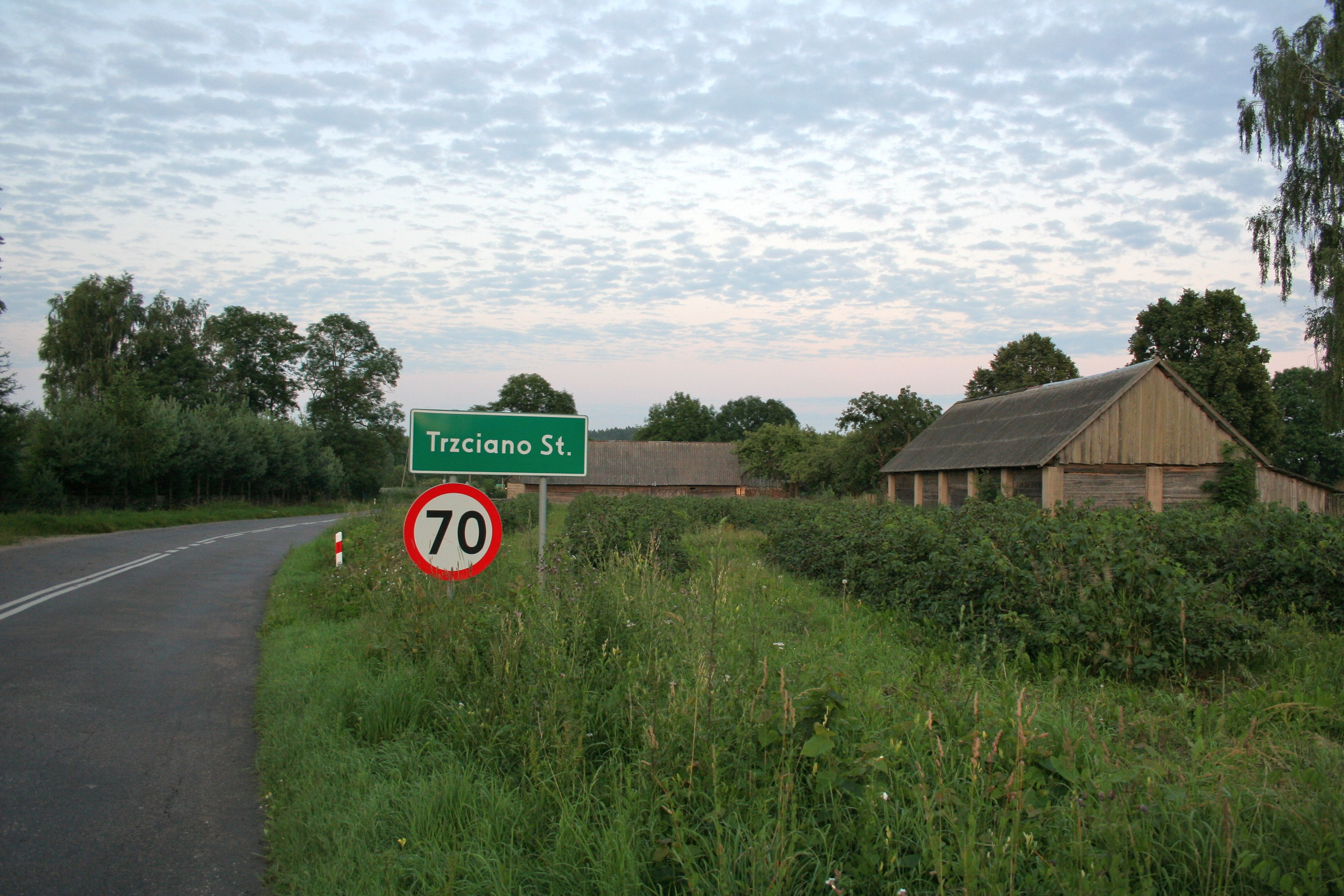
Wjazd do wsi od Klinu

W latach 1975–1998 miejscowość administracyjnie należała do województwa białostockiego.